# Section d’Or
Section d’Or (złoty podział) – ugrupowanie artystyczne założone w październiku 1912 przez kubistów zafascynowanych proporcją i rozmieszczeniem form geometrycznych w sztuce.
Głównymi członkami grupy byli: Jacques Villon, Robert Delaunay, Marcel Duchamp, Raymond Duchamp-Villon, Albert Gleizes, Juan Gris, Roger de La Fresnaye, Louis Marcoussis, Jean Metzinger, Francis Picabia, Fernand Léger, František Kupka i Andre Dunoyer de Segonzac.
Nazwę zaproponował Jacques Villon po przeczytaniu dzieła Leonarda da Vinci o tytule Traktat o malarstwie. Opracował on wraz z innymi założenia teoretyczne tego ruchu artystycznego.
Szukali nowego uzasadnienia w fizyce optycznej dla zagadnienia światła i barwy. Nawiązywali do pojęcia kontrastu symultanicznego, współdziałania opozycyjnych barw dopełniających (zieleń – czerwień etc.)
Grupa urządziła swoją pierwszą wystawę pod nazwą Section d’Or w 1912 roku w Galerie de la Boétie w Paryżu. Wzięli w niej udział wszyscy kubiści z wyjątkiem Picassa, Braque’a i Delaunaya.
Działalność grupy została przerwana przez wybuch I wojny światowej w 1914 roku. Po wojnie próby reaktywacji Section d’Or nie miały większego znaczenia.
Niektórzy z przedstawicieli Section d’Or zapoczątkowali nowe kierunki takie jak: dadaizm czy sztuka bezprzedmiotowa.